# Chassalia javanica
Chassalia javanica är en måreväxtart som först beskrevs av Carl Ludwig von Blume, och fick sitt nu gällande namn av Piessch.. Chassalia javanica ingår i släktet Chassalia och familjen måreväxter. Inga underarter finns listade i Catalogue of Life.